# 437 هـ
437 هـ هي سنة في التقويم الهجري امتدت مقابلةً في التقويم الميلادي بين سنتي 1045 و1046.

## وفيات
- المنصور عبد الله بن الأفطس
- مكي بن أبي طالب